# Rudolf Schiffl
Rudolf Schiffl (* 18. August 1941; † 8. März 2013 in Dachau) war ein deutscher Bogenschütze.
Schiffl nahm an den Olympischen Spielen 1976 in Montréal teil und erreichte Rang 27. Größter Erfolg war die Doppeleuropameisterschaft 1974, als er im Einzel (mit Europarekord) und mit Franz Enderle und Werner Liebert gewann. Bei den Weltmeisterschaften im folgenden Jahr konnte er mit Platz 30 diesen Erfolg nicht bestätigen.
Für den Gewinn der Europameisterschaft 1974 in Zagreb erhielt er von Bundespräsident Scheel das Silberne Lorbeerblatt. Weiterer Nachweis über die Verleihung des Silbernen Lorbeerblattes.